# Pāramitā
Il termine sanscrito pāramitā (devanāgarī पारमिता) è un sostantivo femminile che indica il "condurre alla riva opposta" o il "raggiungimento della riva opposta" o ancora il "completamento di un percorso", come aggettivo (qui privo del diacritico nella ultima vocale a quindi pāramita) indica quello che è "giunto alla riva opposta" oppure quello che ha "attraversato".
Come sostantivo femminile in termini composti indica la "perfezione in" e, specificatamente nel Buddismo, le "virtù trascendenti" ovvero "non mondane".
Nel buddismo pāramitā indica quelle "virtù" che chi vuole intraprendere il cammino del bodhisattva, e quindi realizzare lo stato di buddha, deve compiutamente sviluppare.
Sempre in ambito buddista il termine è stato differentemente analizzato dalle scuole di tradizione del Canone pāli ovvero dalla scuola del Theravāda, rispetto alle scuole di tradizione dei Canoni cinese e tibetano ovvero dalle scuole del Mahāyāna.
Per la scuola del Theravāda, che utilizza come lingua canonica la pāli,  il termine pāli pāramitā deriva dall'aggettivo parama nel significato di "perfetto" o "completo" e quindi utilizza indifferentemente i termini pāramitā o il suo derivato, sempre pāli, pāramī.
Per le scuole del Mahāyāna il termine sanscrito pāramitā sarebbe invece composto da pāram ("oltre") e ita ("andato") indicando quindi lo sviluppo del percorso spirituale.
Le elencazioni delle pāramitā differiscono a seconda dei testi. Generalmente vengono intese come sei o dieci, ma si trovano opere in cui vengono enumerate come cinque o sette.
Charles Hallisey nota come le dottrina delle pāramitā non sia presente nella letteratura buddista più antica e ritiene che la numerazione originaria possa essere quella di sei
.
In ambito buddista il termine sanscrito pāramitā viene così reso nelle altre lingue asiatiche:
- in cinese:  波羅蜜 bōluómì;
- in giapponese: haramitsu;
- in coreano: 바라밀  baramil o paramil;
- in vietnamita:  ba la mật;
- in tibetano: ཕ་རོལ་ཏུ་ཕྱིན་པ་, pha-rol-tu phyin-pa.

## Lepāramitānel buddismo Theravāda
Il Cariyāpiṭaka (uno dei quindici -o diciotto- testi componenti il  Khuddaka Nikāya inserito nel Sutta Piṭaka del Canone pāli) nonché il Buddhavaṃsa (anch'esso componente il  Khuddaka Nikāya), elencano differenti numerazioni delle pāramitā che un bodhisattva deve completare nelle sue numerose esistenze prima di realizzare la bodhi dei buddha.  Il Cariyāpiṭaka ne elenca sette mentre il Buddhavaṃsa  dieci. Di seguito le dieci pāramitā riportate nel Buddhavaṃsa (i termini sono riportati in lingua pāli):
1. Dāna : generosità, disponibilità;
2. Sīla: virtù, moralità, condotta appropriata;
3. Nekkhamma: rinuncia ai beni materiali, ai piaceri e alla famiglia;
4. Pañña: saggezza trascendente, comprensione;
5. Viriya: energia, diligenza, vigore, sforzo;
6. Khanti: pazienza, tolleranza, sopportazione, accettazione;
7. Sacca (pāramitā): verità, onestà, coerenza;
8. Aḍḍhiṭhana: determinazione, risoluzione;
9. Mettā: amorevole gentilezza, benevolenza;
10. Upekkha : equanimità.

## Lepāramitānel buddismo Mahāyāna
Il buddismo Mahāyāna eredita la elencazione delle sei pāramitā proposta nei testi di due scuole del Buddismo dei Nikāya: la Lokottaravāda e la Sarvāstivāda.
Nel buddismo Mahāyāna la funzione delle pāramitā è tuttavia diversa. Essendo l'obiettivo "mahayanista" il bodhisattva e non l'arhat, ed essendo la condizione del bodhisattva  conseguibile da chiunque abbia la sincera intenzione di intraprendere quel cammino e non solo da esseri straordinari come per le scuole qui definite come hīnayāna, le pāramitā vengono costantemente praticate dai bodhisattva allo scopo di raggiungere lo stato di buddha. Charles Halley nota in questo un profondo punto di rottura con le scuole del Buddismo dei Nikāya, in quanto le pāramitā dei bodhisattva andarono a sostituire il "nobile ottuplice sentiero" degli arhat considerata una dottrina e pratica dell'hīnayāna ovvero "inferiore" e valutata negativamente.
Per il "mahayanista" che segue la "via del bodhisattva" (bodhisattvayāna) le pāramitā hanno il precipuo scopo di "salvare" tutti gli esseri senzienti consentendo loro di realizzare la bodhi dei buddha, ovvero l'Anuttarā-samyak-saṃbodhi. Viene così a cadere, secondo i mahayanisti, l'urgenza dell'arhat per la propria, personale, salvezza. Ne consegue che quelle pāramitā come la Kṣanti e il Vīrya,  poco considerate nel Buddismo dei Nikāya, acquisiscono in questo ambito una notevole importanza.
L'elenco delle sei pāramitā ereditate dalle scuole del Buddismo dei Nikāya ma qui aventi un ruolo ben diverso sono:
1. Dāna: generosità, disponibilità;
2. Śīla: virtù, moralità, condotta appropriata;
3. Kṣanti: pazienza, tolleranza, sopportazione, accettazione, imperturbabilità;
4. Vīrya: energia, diligenza, vigore, sforzo;
5. Dhyāna: concentrazione, contemplazione;
6. Prajñā: saggezza.

Tra queste sei pāramitā la letteratura mahāyāna privilegia in modo assoluto la Prajñā che risulta essere la pāramitā più importante e riassuntiva di tutte le altre. Così Philippe Cornu:
(Philippe Cornu. Dizionario del Buddhismo. Milano, Bruno Mondadori, 2003, pag.455)
L'opera mahāyānica che offre una disamina completa delle pāramitā secondo queste scuole è il Śūraṃgamasamādhi sūtra.
A queste sei pāramitā, un'altra opera mahāyānica, corrispondente al XXXI capitolo dell'Avataṃsakasūtra ovvero il Daśabhūmika-sūtra (十住經, Shízhù jīng, giapp. Jūjū kyō, Sūtra delle dieci terre, conservato nello  Huāyánbù al T.D. 286) ne aggiunge altre quattro: 
7. Upāyakauśalya: abili mezzi;
8. Pranidhāna: voto, risoluzione, aspirazione dei bodhisattva;
9. Bala: forza spirituale;
10. Jñāna: conoscenza.